# 関東享禄の内乱
関東享禄の内乱（かんとうきょうろくのないらん、享禄2年（1529年）‐享禄4年（1531年）は、古河公方家と関東管領・山内上杉家の両家中にて、ほぼ同時に発生・終結した内訌である。相互に関連していると推定されるが、史料が少なく不明確な部分も多い。

## 背景
室町時代・戦国時代は、幕府の将軍家をはじめとする多くの武家で、家督争いや嫡流・庶流間の勢力争いが続いた。享徳3年（1454年）に始まる享徳の乱以後、関東武家の中心となった古河公方家、関東管領上杉家も例外ではなく、古河公方家では、第2代・足利政氏から第3代・高基に継承されるときに両者は争い、同時に関東管領家でも、政氏側の上杉顕実と高基側の上杉憲房が家督を巡って争ったため、多くの武家を巻き込んで「永正の乱」と呼ばれた大規模な内訌になった。（詳細は「古河公方」参照）
そして、第3代古河公方・高基から第4代・晴氏に継承されるときにも、永正の乱よりは小規模だったものの、再び新たな抗争が生じたと考えられている。

## 経過

### 古河公方家
- 享禄元年（1528年）12月27日　古河公方家嫡男・足利晴氏が元服した[2]。
- 享禄2年（1529年）　安房・里見義豊が古河公方足利家当主として、足利晴氏を挙げた[3]。古河公方・足利高基と晴氏の抗争を示唆する[1]。
- 享禄2～4年　5月晦日　足利晴氏が高基の古河城を攻撃した[4]。
- 享禄4年（1531年）6月1日　足利晴氏が下野宇都宮城から古河城への帰座を検討（足利政氏から足利基頼宛の書状[5]より）。抗争の終結が近いことを示唆するとともに、本書状から宇都宮興綱と芳賀次郎（高綱？）が晴氏側であったこと、政氏が晴氏側であったこと、武蔵・忍城の成田親泰と足利基頼は政氏側であったと考えられる[1][6][7]。
- 享禄4年（1531年）6月6日　晴氏が古河公方として、奉公衆・田代三輝斎に対し、足利政氏の治療を指示[8]。この時期に晴氏は古河公方の地位を確立していたことを示唆する[1]。
- 享禄4年（1531年）6月9日　高基が小山小四郎に対して隠居を知らせ、今後も同様の奉公を求めた[9]。抗争の終結を示す[1]。

### 関東管領・山内上杉家
- 享禄2年（1529年）正月二十四日条　山内上杉家の家臣・白井長尾景誠が長尾八郎に謀殺される（『続本朝通鑑』）。山内上杉家内部に対立があることを示す[1][10]。
- 享禄2年（1529年）八月十四日条　山内上杉氏当主・上杉憲寛が上野国碓氷郡・安中城の安中氏討伐を開始。同盟関係にあった扇谷上杉氏の上杉朝興からは制止されたが、これを無視した。（『続本朝通鑑』）
- 享禄2年（1529年）九月二十二日条　西氏と小幡氏が上杉憲政を擁立、上杉憲寛に対して謀反を起こした。憲寛は長野氏を随行させながら、安中城から程田（高崎市）に後退。（『続本朝通鑑』）　憲寛による安中氏討伐の背景には、長野氏と安中氏の対立があったと考えられる[1]。
- 享禄3年（1530年）5月　「左衛門尉」が上野国多胡郡・仁叟寺（吉井町）に対して禁制を与えた[11]。山内上杉氏領国内で戦乱があったことを示す[1]。
- 享禄3年（1530年）5月21日　上杉憲寛が、高田憲頼の注進により、被官・守山与五郎の戦勲に対して感状を発給[12]。高田憲頼が憲寛側だったこと、上野国甘楽郡・高田城（富岡市）周辺で合戦があったことを示す[1]。
- 享禄3年（1530年）10月25日　上杉憲寛が、用土新三郎（業国）領の武蔵国男衾郡赤浜を被官・三富平六に与える[13]。用土氏は憲寛に敵対していたことを示す[1]。
- 享禄4年（1531年）9月3日　上杉憲政が関東管領を継ぎ、憲寛は上総国の宮原（市原市）に退去して、晴直と名を改めた[14]。抗争が終結し、上杉憲政が勝利したことを示す[1]。

## 結果
古河公方家では足利晴氏が公方の地位を確立し、高基は隠棲。また、山内上杉家では上杉憲政が家督を継ぎ、憲寛は敗れて上総宮原（市原市）にて隠棲した。
扇谷上杉氏もこの乱の影響を受ける。享禄2年（1528年）末には、後北条氏との抗争が大規模化しているが、内乱中の山内上杉氏・古河公方は頼れなかったため、扇谷上杉朝興は甲斐・武田信虎と同盟を結んだ。
この時期の乱を「永正の乱」と比較したとき、古河公方家の内乱と山内上杉家の内乱は互いの連携が弱く、周辺の武家を広く巻き込むことはなかった。個々の領内での権力争いとしての側面が強く見られており、古河公方家と山内上杉家ともに「享禄期には、その存立は領域権力としての性格を本質にしつつあった」と評価される。

## 参戦武将
史料が少ないため、一部は推定で補う必要があるが、下記のように考えられている。

### 敗者側
- 古河公方：第3代・足利高基（古河城）
  - 小山氏：小山小四郎（政長の嫡子）（下野）
- 山内上杉氏 ：上杉憲寛（古河公方家からの養子・高基の次男）
  - 長野氏：長野方業？（上野箕輪城／高崎市）
  - 高田憲顕（上野・高田城／富岡市）
  - 三富平六

### 勝者側
- 古河公方：第4代・足利晴氏（下野宇都宮城）
  - 関東足利氏：足利政氏（第2代公方）、足利基頼（高基の弟）
  - 宇都宮興綱（下野宇都宮城）[6]
  - 芳賀氏：「芳賀次郎」（芳賀高綱？）（宇都宮家重臣）（下野）
- 山内上杉氏 ：上杉憲政
  - 安中氏：宮内少輔？（上野安中城／安中市）
  - 小幡氏：小幡顕高？（上野国峰城／甘楽町）
  - 藤田業繁
  - 用土業国（武蔵国）
  - 成田親泰（武蔵国）
- 里見義豊（安房国）
- 上杉朝興（武蔵国）
- （足利義明（小弓公方））